# Katholieke Kerk in Kroatië

Kroatië

De Katholieke Kerk in Kroatië maakt deel uit van de wereldwijde Katholieke Kerk, onder het leiderschap van de paus en de Curie.

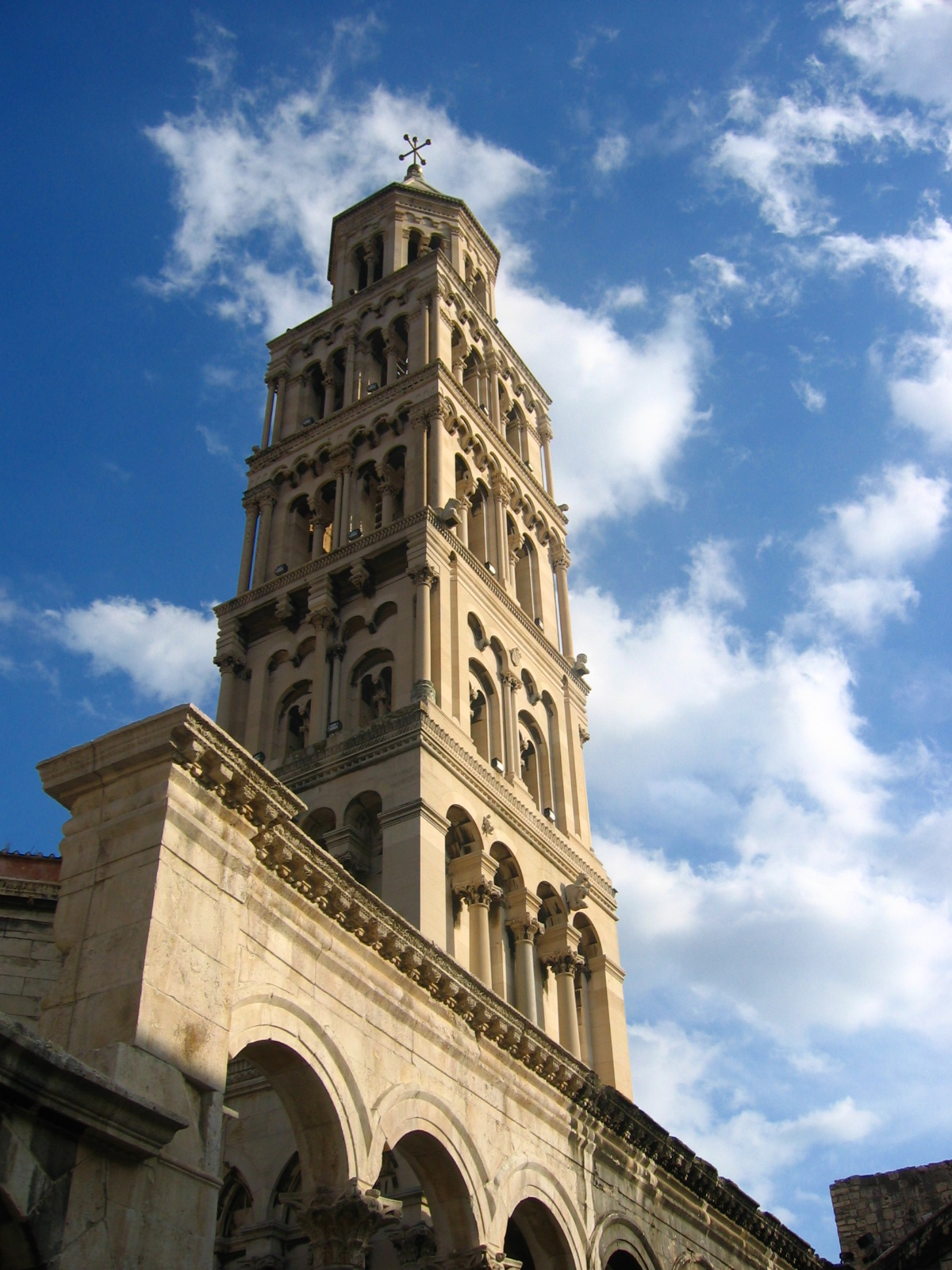
De kathedraal van Sint-Domnius in Split.

Het overgrote deel van de Kroatische bevolking (87,83 %) is katholiek.  De patroonheilige van Kroatië is de Heilige Jozef.
Apostolisch nuntius voor Kroatië is sinds 22 juli 2019 aartsbisschop Giorgio Lingua.

## Kerkprovincies en bisdommen

Kaart van de (aarts)bisdommen in Kroatië
Aartsbisdom Ðakovo-Osijek
Bisdom Srijem (in Servië)
Bisdom Požega
Aartsbisdom Rijeka
Bisdom Gospić-Senj
Bisdom Krk
Bisdom Poreč-Pula
Aartsbisdom Split-Makarska
Bisdom Dubrovnik
Bisdom Hvar
Bisdom Kotor (in Montenegro)
Bisdom Šibenik
Aartsbisdom Zagreb
Bisdom Bjelovar-Križevci
Bisdom Sisak
Bisdom Varaždin
Aartsbisdom Zadar

1. Kerkprovincie Ðakovo-Osijek
  1. Aartsbisdom Ðakovo-Osijek
  2. Bisdom Požega
  3. Bisdom Srijem (Servië)
2. Kerkprovincie Rijeka
  1. Aartsbisdom Rijeka
  2. Bisdom Gospic-Senj
  3. Bisdom Krk
  4. Bisdom Porec i Pula
3. Kerkprovincie Split-Makarska
  1. Aartsbisdom Split-Makarska
  2. Bisdom Dubrovnik
  3. Bisdom Hvar
  4. Bisdom Kotor (Montenegro)
  5. Bisdom Šibenik
4. Kerkprovincie Zagreb
  1. Aartsbisdom Zagreb
  2. Bisdom Bjelovar-Križevci
  3. Bisdom Križevci (eparchie)
  4. Bisdom Sisak
  5. Bisdom Varaždin
5. Immediatum:
  1. Aartsbisdom Zadar
  2. Militair ordinariaat